# Clupeichthys aesarnensis
Clupeichthys aesarnensis és una espècie de peix pertanyent a la família dels clupeids.

## Descripció
- Pot arribar a fer 7 cm de llargària màxima.
- 16-27 radis tous a l'aleta dorsal i 16-27 a l'anal.[5][6]

## Alimentació
Menja crustacis planctònics.

## Hàbitat
És un peix d'aigua dolça, pelàgic, potamòdrom i de clima tropical (17°N-13°N).

## Distribució geogràfica
Es troba a Àsia: conca del riu Mekong a Laos, Tailàndia i Cambodja.

## Costums
És nocturn.

## Observacions
És inofensiu per als humans.